# Barleria quadrispina
Barleria quadrispina är en akantusväxtart som beskrevs av Gustav Lindau. Barleria quadrispina ingår i släktet Barleria och familjen akantusväxter. Inga underarter finns listade i Catalogue of Life.